# Таджикистан на Паралимпийских играх
Таджикистан на Паралимпийских играх впервые принял участие в 2004 году на летних Играх в Афинах, и с тех пор участвует на всех летних Играх. На зимних Играх Таджикистан принимает участие начиная с Игр 2018 в Пхёнчхане (не участвовали в Играх 2022 года).
До 1992 включительно спортсмены Таджикистана участвовали на Паралимпиадах в составе сборной СССР (в 1988) и Объединённой команды бывших советских республик (в 1992).
На настоящее время медалей на Играх спортсмены Таджикистана пока не завоевали.